# Кюрасао на Чемпіонаті світу з водних видів спорту 2015
Кюрасао взяла участь у Чемпіонаті світу з водних видів спорту 2015, який пройшов у Казані (Росія) від 24 липня до 9 серпня.

## Плавання
Плавці Кюрасао виконали кваліфікаційні нормативи в дисциплінах, які наведено в таблиці (не більш як 2 плавці на одну дисципліну за часом нормативу A, і не більш як 1 плавець на одну дисципліну за часом нормативу B):
Чоловіки
| Спортсмен       | Дисципліна   | Попередній заплив | Попередній заплив | Півфінал        | Півфінал        | Фінал           | Фінал           |
| Спортсмен       | Дисципліна   | Час               | Місце             | Час             | Місце           | Час             | Місце           |
| --------------- | ------------ | ----------------- | ----------------- | --------------- | --------------- | --------------- | --------------- |
| Сергінні Мартен | 50 м брасом  | 30.97             | 60                | Завершив виступ | Завершив виступ | Завершив виступ | Завершив виступ |
| Сергінні Мартен | 100 м брасом | 1:07.34           | 66                | Завершив виступ | Завершив виступ | Завершив виступ | Завершив виступ |

Жінки
| Спортсменка  | Дисципліна            | Попередній заплив | Попередній заплив | Півфінал         | Півфінал         | Фінал            | Фінал            |
| Спортсменка  | Дисципліна            | Час               | Місце             | Час              | Місце            | Час              | Місце            |
| ------------ | --------------------- | ----------------- | ----------------- | ---------------- | ---------------- | ---------------- | ---------------- |
| Бо-Анна Бос  | 1500 м вільним стилем | 18:57.27          | 25                | Н/Д              | Н/Д              | Завершила виступ | Завершила виступ |
| Бо-Анна Бос  | 100 м батерфляєм      | 1:12.43           | 64                | Завершила виступ | Завершила виступ | Завершила виступ | Завершила виступ |
| Шад Нерцісіо | 50 м брасом           | 35.30             | 54                | Завершила виступ | Завершила виступ | Завершила виступ | Завершила виступ |
| Шад Нерцісіо | 50 м батерфляєм       | 30.23             | 54                | Завершила виступ | Завершила виступ | Завершила виступ | Завершила виступ |